# Frankfurter Volksbank Stadion
Il Frankfurter Volksbank Stadion è uno stadio di calcio di Francoforte sul Meno, che ospita le partite casalinghe dell'FSV Francoforte e della squadra di football americano dei Frankfurt Universe e può contenere 12.542 spettatori. È conosciuto anche come "Stadion am Bornheimer Hang".

## Finali

### Football americano

#### Big6
| Francoforte sul Meno 10 giugno 2017, ore 19:00 Eurobowl XXXI | New Yorker Lions | 55 – 14 (21-0 27-7 7-0 0-7) | Frankfurt Universe | Frankfurter Volksbank Stadion (7694 spett.) |

| Francoforte sul Meno 9 giugno 2018 Eurobowl XXXII | Frankfurt Universe | 19 – 20 (0-7 12-0 7-7 0-6) | New Yorker Lions | PSD Bank Arena |

#### European Football League (dal 2014)
| Francoforte sul Meno 11 giugno 2016 EFL Bowl III | Amsterdam Crusaders | 21 – 35 (14-13 0-9 0-13 7-0) | Frankfurt Universe | Frankfurter Volksbank Stadion |